# Lee Hi
Lee Ha Yi (em coreano:  이하이; nascida em 23 de setembro de 1996), mais conhecida pelo seu nome artístico Lee Hi, é uma cantora sul-coreana. Ela tornou-se conhecida através da 1ª temporada (2011 a 2012) do programa "K-pop Star" da SBS, onde foi vice-campeã em 2012. Seu single de estreia "1.2.3.4", foi lançado em 28 de outubro de 2012 e alcançou o primeiro lugar com as vendas na primeira semana, com 667.549 downloads.
Em 7 de março de 2013, ela lançou o álbum de estúdio 'First Love Part.1'. 'First Love Part. 2' foi lançado em 28 de março de 2013.

## Educação
- Escola primária de Seokcheon (graduação)
- Escola secundária de Sangil (graduação)
- Departamento de Música Prática da Escola de Artes Cênicas de Seul (graduação)

## Carreira

### Pré-debut
Em 2012, Lee Hi terminou como vice-campeã no K-Pop Star, perdendo para Park Ji-min. Foi ocasionalmente contratada pela YG Entertainment, através do CEO Yang Hyun-suk.
Em 12 de Maio de 2012 foi anunciado que ela participaria de um girl-group chamado SuPearls (que originalmente era formado por Michelle Lee, Park Ji-min, Lee Seung-joo e Lee Jung-mi), formado durante a primeira temporada do K-Pop Star e assinado contrato com a YG. Ela foi chamada para substituir Ji-min que havia decidido assinar contrato com a JYP Entairtenment após sua vitória. Depois do sucesso do debut solo de Lee Hi, sua empresa anunciou no dia 13 de fevereiro de 2013 que seu grupo SuPearls não continuaria juntas e as antigas integrantes haviam deixado o grupo. Ela continuaria como artista solo.
Antes de fazer sua estreia, Lee Hi lançou sua primeira música através da YG Entertainment. Uma colaboração com o Epik High; intitulada como "It's Cold" foi lançada dia 8 de outubro de 2012.

### 2012-2013: "1,2,3,4", "First Love" e "BOM&HI"
Dia 24 de outubro de 2012 foi anunciado que Lee Hi iria estrear como artista solo com o single "1,2,3,4". O single foi lançado em 28 de outubro. A música foi escrita por Masta Wu e produzida por Choice37 e Lydia Paek. O clipe foi dirigido pelo diretor Han Sa-min, que também dirigiu o clipe "Lonely" do 2NE1 e "Blue" e "Monster" do Big Bang. A música ficou em primeiro lugar no Gaon Digital Chart do mês de novembro. Ela apresentou "1,2,3,4" no SBS Inkigayo dia 4 de novembro.
Seu segundo single "Scarecrow" (escrita por JYP e inicialmente gravada, mas nunca lançada por Park Bom antes de ser uma integrante do 2NE1) foi lançada dia 22 de novembro de 2012.
Dia 2 de março, a YG Entertainment revelou que o álbum de estreia de Lee Hi intitulado como "First Love" seria um mini-álbum lançado apenas digitalmente no dia 7 de março com 5 músicas e o álbum completo lançado dia 28 de março com 10 músicas. As músicas títulos "It's Over" e "Rose" foram lançadas nessas datas, respectivamente.
"Rose" foi a primeira música da Lee Hi em que ela não só cantou como também fez o rap.
Em dezembro de 2013 foi revelado que iria se juntar a uma nova sub-unit com Park Bom com o nome de "B&H" que é um acrônimo para "BOM&HI". A unit lançou o single "All I Want For Christmas Is You", um cover da música da Mariah Carrey, no dia 20 de dezembro.

### 2014-2018: Hi Suhyun, Seoulite, colaborações e debut no Japão
Foi revelado em novembro de 2014 que Lee Hi seria integrante de uma nova sub-unit com Lee Suhyun do Akdong Musician, sobre o nome Hi Suhyun. O primeiro single da unit "It's Different" foi uma colaboração com o Bobby do iKON.
Em agosto de 2015, foi confirmado que Lee Hi lançaria seu novo álbum pela empresa HIGHGRND do Tablo. A cantora ainda é uma artista da YG Entertainment, HIGHGRND apenas estaria responsável pela produção do seu novo álbum. Dia 9 de março de 2016, Lee Hi lançou metade do álbum intitulado "Seoulite". Dois clipes foram lançados para as faixas "Breathe" e "Hold My Hand". Breathe foi escrita por Kim Jong-hyun do Shinee. Lee Hi começou a promover para ambas as músicas dia 10 de março no M Countdown da Mnet. Dia 6 de abril, YG Entertainment revelou a lista completa das faixas do álbum Seoulite. O álbum foi lançado dia 20 de abril com "My Star" como faixa-título. Lee Hi participou da composição e produção da música "Passing By".
Em setembro de 2016, Lee Hi novamente se juntou ao Epik High para trilha sonora do drama Moon Lovers: Scarlet Heart Ryeo, lançando as músicas "Can You Hear My Heart" e "My Love".
Em 28 de fevereiro de 2017, Lee Hi fez uma colaboração com Code Kunst em seu álbum "Muggle's Mansion" na faixa "X". A cantora também participou do álbum "Reborn" do rapper sul-coreano "Dok2" na música "On&On". Dia 23 de outubro de 2017, Lee Hi participou do álbum "We've Done Something Wonderful" do Epik High em mais uma colaboração, com a música "Here Come The Regrets". No dia 21 de março de 2018, o seu primeiro álbum japonês foi lançado e para a divulgação ela embarcou em uma turnê pelo Japão, incluindo Tokyo e Osaka.

### 2019:24℃ e saída da YG Entertainment
Lee Hi fez seu comeback no dia 30 de maio de 2019, com o EP 24℃. A faixa-títutlo, "No One" em colaboração com B.I, ex-membro do iKON, alcançou o topo em todos os charts da Coreia do Sul, incluindo Melon, Genie e Mnet. O primeiro "win" da música foi no M Countdown no dia 6 de junho, o segundo "win" foi no Inkigayo no dia 16 de junho. No EP está presente a faixa "20min", uma música totalmente composta e produzida somente por Lee Hi.
No dia 3 de julho de 2019 foi noticiado que Lee Hi estaria fazendo um concerto na Coreia do Sul. O "Lee Hi Summer Holic Concert" aconteceu no Lotte Hall, no dia 9 de agosto. O local tem capacidade para 2036 pessoas e teve duração de 90 minutos.
Em 31 de dezembro de 2019, Lee Hi anunciou através de seu Instagram a sua saída da empresa YG Entertainment, onde esteve por 7 anos e encerrou o contrato exclusivo que tinha. Fãs comemoraram a saída e assim, ela iniciou sua nova etapa na carreira.

### 2020:Code Kunst e Chanyeol
Em abril de 2020, Lee Hi participou do álbum de Code Kunst 'PEOPLE', com a música intitulada de 'O'. Também fez uma participação na música 'XII' do mesmo álbum.
Em 12 de maio, foi lançada a música 'Yours' do projeto STATION da SM Entertainment. Nessa canção, houve uma colaboração de Chanyeol (EXO), Changmo junto a Lee Hi e produzida pelo DJ Raiden.
2020: HOLO, o single da novada nova era e AOMG
A nova fase da carreira da sul coreana Lee Hi iniciou-se de modo sorrateiro, com as primeiras atividades dela na nova era iniciadas pela exclusão de todas as suas postagens no Instagram (de 2012 até 2020) e logo após, em junho, começaram a serem lançados os teasers do single intitulado "HOLO (홀로)".
Ainda de forma independente, sem nenhuma agência, Lee Hi promoveu seu single até a chegada oficial do anuncio da AOMG Ent. (após muitos rumores) de que Hayi estaria entrando para a empresa após 8 anos na YGE.

## Discografia

### Álbuns de estúdio
| Título                                                                                       | Detalhes do álbum                                                                                  | Melhores posições | Melhores posições | Melhores posições | Melhores posições | Melhores posições | Vendas        |
| Título                                                                                       | Detalhes do álbum                                                                                  | KOR               | TWN               | JPN               | US Heat           | US World          | Vendas        |
| Coreano                                                                                      | Coreano                                                                                            | Coreano           | Coreano           | Coreano           | Coreano           | Coreano           | Coreano       |
| -------------------------------------------------------------------------------------------- | -------------------------------------------------------------------------------------------------- | ----------------- | ----------------- | ----------------- | ----------------- | ----------------- | ------------- |
| First Love                                                                                   | - Lançamento: 07 de março de 2013 (metade) - Gravadora: YG Entertainment - Formatos: CD, digital   | 3                 | 8                 | —                 | —                 | 3                 | - KOR: 17.309 |
| First Love                                                                                   | - Lançamento: 28 de março de 2013 (completo) - Gravadora: YG Entertainment - Formatos: CD, digital | 3                 | 8                 | —                 | —                 | 15                | - KOR: 17.309 |
| Seoulite                                                                                     | - Lançamento: 9 de março de 2016 (metade) - Gravadora: YG Entertainment - Formatos: CD, digital    | 2                 | —                 | —                 | 16                | 3                 | —             |
| Seoulite                                                                                     | - Lançamento: 20 de abril de 2016 (completo) - Gravadora: YG Entertainment - Formatos: CD, digital | 2                 | —                 | —                 | —                 | —                 | —             |
| Japonês                                                                                      | |                   |                   |                   |                   |                   |               |
| Lee Hi Japan Debut Album                                                                     | - Lançamento: 21 de março de 2018 - Gravadora: YGEX - Formatos: CD, digital                        | —                 | —                 | 70                | —                 | —                 | - JPN: 1,183  |
| "—" indica lançamentos que não figuraram nas paradas ou que não foram lançados nessa região. | |                   |                   |                   |                   |                   |               |

### Extended Plays
| Título | Detalhes do álbum                                                                      | Melhores posições | Melhores posições | Vendas                   |
| Título | Detalhes do álbum                                                                      | KOR               | US World          | Vendas                   |
| ------ | -------------------------------------------------------------------------------------- | ----------------- | ----------------- | ------------------------ |
| 24°C   | - Lançamento: 30 de maio de 2019 - Gravadora: YG Entertainment - Formatos: CD, digital | 11                | 7                 | - KOR: 5,285 - US: 1,000 |

### Singles

#### Como artista principal
| Ano                                                                                          | Título                         | Melhores posições | Melhores posições | Melhores posições | Álbum                         |
| Ano                                                                                          | Título                         | KOR               | KOR               | US World          | Álbum                         |
| Ano                                                                                          | Título                         | Gaon              | Hot 100           | US World          | Álbum                         |
| -------------------------------------------------------------------------------------------- | ------------------------------ | ----------------- | ----------------- | ----------------- | ----------------------------- |
| 2012                                                                                         | "1,2,3,4 (원,투,쓰리,포)"      | 1                 | 1                 | 5                 | First Love                    |
| 2012                                                                                         | "Scarecrow (허수아비)"         | 3                 | 3                 | —                 | Não houve lançamento em álbum |
| 2013                                                                                         | "It's Over"                    | 3                 | 4                 | 13                | First Love                    |
| 2013                                                                                         | "Rose"                         | 1                 | 1                 | 4                 | First Love                    |
| 2016                                                                                         | "Breathe (한숨)"               | 2                 | —                 | 22                | Seoulite                      |
| 2016                                                                                         | "Hold Your Hand (손잡아 줘요)" | 8                 | —                 | —                 | Seoulite                      |
| 2016                                                                                         | "My Star"                      | 9                 | —                 | —                 | Seoulite                      |
| 2019                                                                                         | "No One (누구 없소)" feat. B.I | 2                 | 4                 | 6                 | 24°C                          |
| 2020                                                                                         | "Holo (홀로)"                  | 7                 | 6                 | —                 | Não houve lançamento em álbum |
| 2020                                                                                         | "For You" feat. Crush          | 45                | —                 | —                 | Não houve lançamento em álbum |
| "—" indica lançamentos que não figuraram nas paradas ou que não foram lançados nessa região. |                                |                   |                   |                   |                               |

#### Como artista convidada
| Ano                                                                                          | Título                                                               | Melhores posições | Melhores posições | Álbum                             |
| Ano                                                                                          | Título                                                               | KOR               | KOR               | Álbum                             |
| Ano                                                                                          | Título                                                               | Gaon              | Hot 100           | Álbum                             |
| -------------------------------------------------------------------------------------------- | -------------------------------------------------------------------- | ----------------- | ----------------- | --------------------------------- |
| 2012                                                                                         | "It's Cold" (Epik High feat. Lee Hi)                                 | 1                 | 1                 | 99                                |
| 2015                                                                                         | "More Than A TV Star" (Innovator feat. Lee Hi)                       | —                 | —                 | Show Me The Money 4               |
| 2016                                                                                         | "Refrigerator" (Gill feat. Lee Hi & Verbal Jint)                     | 19                | —                 | Não houve lançamento em álbum     |
| 2016                                                                                         | "Like (처럼)" (Dok2 with Yoo Jaesuk feat. Lee Hi)                    | 7                 | —                 | Infinite Challenge Great Heritage |
| 2017                                                                                         | "On & On" (Dok2 feat. Lee Hi)                                        | —                 | —                 | Reborn                            |
| 2017                                                                                         | "X" (Code Kunst feat. Lee Hi)                                        | —                 | —                 | Muggle's Mansion                  |
| 2017                                                                                         | "Here Come The Rregrets" (Epik High feat. Lee Hi)                    | 12                | 19                | We've Done Something Wonderful    |
| 2019                                                                                         | "XI" (Code Kunst feat. Lee Hi)                                       | —                 | —                 | Não houve lançamento em álbum     |
| 2020                                                                                         | "Xii" (Code Kunst feat. Lee Hi)                                      | —                 | —                 | People                            |
| 2020                                                                                         | "O" (Code Kunst feat. Lee Hi)                                        | —                 | —                 | People                            |
| 2020                                                                                         | "Yours" (Chanyeol x DJ Raiden feat. Lee Hi & Changmo)                | —                 | —                 | Não houve lançamento em álbum     |
| 2020                                                                                         | "Tip Toe" (Crush feat. Lee Hi)                                       | —                 | —                 | With Her                          |
| 2020                                                                                         | "Villains (악역) (prod. Code Kunst)" (Swings feat. Lee Hi & Simon D) | 10                | —                 | Show Me The Money 9 Semi Final    |
| 2021                                                                                         | "Call U Up (prod. Primary)" (Park Jihoon feat. Lee Hi)               | —                 | —                 | Não houve lançamento em álbum     |
| "—" indica lançamentos que não figuraram nas paradas ou que não foram lançados nessa região. |                                                                      |                   |                   |                                   |

#### Colaborações
| Ano                                                                                          | Título | Melhores posições | Melhores posições | Álbum                         |
| Ano                                                                                          | Título | KOR               | US World          | Álbum                         |
| Ano                                                                                          | Título | Gaon              | US World          | Álbum                         |
| -------------------------------------------------------------------------------------------- | --- | ----------------- | ----------------- | ----------------------------- |
| 2013                                                                                         | "All I Want for Christmas Is You" (with Park Bom) | 17                | —                 | Não houve lançamento em álbum |
| 2014                                                                                         | "I'm Different (나는 달라)" (with Lee Suhyun feat. Bobby) | 1                 | 3                 | Seoulite                      |
| 2020                                                                                         | "Automatic Remix" (with Chancellor, Jay Park, Bibi, Jamie, Moon, Bumkey, Samuel Seo, Suran, Babylon, Hoody, Sumin, MRSHLL, Ann One, Elo, twlv, oceanfromtheblue, Jiselle, Sole, Thama, K.vsh, Jinbo, Jerd, Soovi, B.E.D., Xydo, Owell Mood & None) | —                 | —                 | Não houve lançamento em álbum |
| "—" indica lançamentos que não figuraram nas paradas ou que não foram lançados nessa região. | |                   |                   |                               |

### Trilhas sonoras
| Ano                                                                                          | Título                                                              | Melhores posições | Melhores posições | Álbum               |
| Ano                                                                                          | Título                                                              | KOR               | US World          | Álbum               |
| Ano                                                                                          | Título                                                              | Gaon              | US World          | Álbum               |
| -------------------------------------------------------------------------------------------- | ------------------------------------------------------------------- | ----------------- | ----------------- | ------------------- |
| 2016                                                                                         | "Can You Hear My Heart (내 마음 들리나요)" (Epik High feat. Lee Hi) | 12                | 14                | Moon Lovers OST     |
| 2016                                                                                         | "My Love (내 사랑)"                                                 | 19                | 22                | Moon Lovers OST     |
| 2018                                                                                         | "Golden Slumbers"                                                   | —                 | —                 | Golden Slumber OST  |
| 2020                                                                                         | "Brave Enough"                                                      | 186               | —                 | Record of Youth OST |
| "—" indica lançamentos que não figuraram nas paradas ou que não foram lançados nessa região. |                                                                     |                   |                   |                     |

### Faixas no K-pop Star
| Data de lançamento  | Faixa                           | Álbum                        |
| ------------------- | ------------------------------- | ---------------------------- |
| 19 de março de 2012 | Don't Stop The Music            | SBS K-pop Star Top 8         |
| 21 de março de 2012 | 너를 위해                       | SBS K-pop Star SPECIAL No. 1 |
| 25 de março de 2012 | 미련한 사랑                     | SBS K-pop Star Top 7         |
| 28 de março de 2012 | Mercy                           | SBS K-pop Star SPECIAL NO. 2 |
| 1 de abril de 2012  | Sway                            | SBS K-pop Star Top 6         |
| 8 de abril de 2012  | Love                            | SBS K-pop Star Top 5         |
| 15 de abril de 2012 | As Time Goes By                 | SBS K-pop Star Top 4         |
| 20 de abril de 2012 | Good-Bye Baby                   | SBS K-pop Star SPECIAL No. 3 |
| 24 de abril de 2012 | U Go Girl                       | SBS K-pop Star Top 3         |
| 30 de abril de 2012 | Killing Me Softly with His Song | SBS K-pop Star Top 2         |
| 15 de maio de 2012  | Rolling in the Deep             | SBS K-pop Star SPECIAL No. 4 |

## Videografia

### Videoclipes
| Ano  | Título         | Duração | Diretor    |
| ---- | -------------- | ------- | ---------- |
| 2012 | 1,2,3,         | 3:46    | Han Sa Min |
| 2013 | It's Over      | 3:57    |            |
| 2013 | Rose           | 3:43    |            |
| 2016 | Breathe        | 4:49    |            |
| 2016 | Hold Your Hand | 3:39    |            |
| 2016 | MY STAR        | 3:47    |            |

## Anúncios publicitários
- 2013: LG Optimus G Pro - "G Pro Song"

## Prêmios

### World Music Awards
| Ano  | Obra indicada | Prêmio                 | Resultado |
| ---- | ------------- | ---------------------- | --------- |
| 2013 | 1,2,3,4       | Melhor Canção do Mundo | Pendente  |

### Golden Disk Awards
| Ano  | Obra indicada | Prêmio                  | Resultado |
| ---- | ------------- | ----------------------- | --------- |
| 2013 | 1,2,3,4       | Prêmio de Melhor Rookie | Venceu    |

### Seoul Music Awards
| Ano  | Obra indicada | Prêmio                  | Resultado |
| ---- | ------------- | ----------------------- | --------- |
| 2013 | 1,2,3,4       | Prêmio de Melhor Rookie | Venceu    |

### Gaon K-Pop Awards
| Ano  | Obra indicada | Prêmio                     | Resultado |
| ---- | ------------- | -------------------------- | --------- |
| 2013 | 1,2,3,4       | Single Digital de Novembro | Venceu    |

### Programas musicais
| Ano  | Detalhes do prêmio |
| ---- | --- |
| 2012 | - 1,2,3,4 - 8 de novembro - Mnet 《M! Countdown》 1º lugar - 15 de novembro - Mnet 《M! Countdown》 1º lugar (2 semanas consecutivas) - 22 de novembro - Mnet 《M! Countdown》 1º lugar (tríplice coroa) |
| 2013 | - It's Over - 21 de março - Mnet 《M! Countdown》 1º lugar - 24 de março - SBS 《Inkigayo》 1º lugar - Rose - 11 de abril - Mnet 《M! Countdown》 1º lugar - 14 de abril - SBS 《Inkigayo》 1º lugar     |
| 2016 | - Breath - 17 de março - Mnet 《M! Countdown》 1º lugar - 20 de março - SBS 《Inkigayo》 1º lugar |
| 2019 | - No One - 6 de junho - Mnet 《M! Countdown》 1º lugar - 16 de junho - SBS 《Inkigayo》 1º lugar |